# Paulius Svarauskas
Paulius Svarauskas (* 6. Juni 1994) ist ein litauischer Leichtathlet, der sich auf den Dreisprung spezialisiert hat.

## Sportliche Laufbahn
Paulius Svarauskas gelang noch keine Qualifikation für individuelle internationale Meisterschaften, er vertrat sein Land aber 2017 und 2019 bei den Team-Europameisterschaften.
2016 und von 2018 bis 2020 wurde Svarauskas litauischer Meister im Dreisprung im Freien sowie 2016 auch in der Halle.

## Persönliche Bestleistungen
- Dreisprung: 15,76 m (+1,5 m/s), 28. Juli 2018 in Palanga
  - Dreisprung (Halle): 15,27 m, 20. Februar 2019 in Vilnius